# 帕德雷阿巴德區
帕德雷阿巴德區（西班牙語：Distrito de Padre Abad），是秘魯的一個區，位於該國東部烏卡亞利大區的帕德雷阿巴德省，始建於1995年1月5日，面積2,151.86平方公里，海拔高度150米，2005年人口5,185，人口密度每平方公里2.4人。